# Bom Sucesso, Minas Gerais

Bom Sucesso este un oraș în unitatea federativă Minas Gerais (MG), Brazilia.